# Encefalopatia de Wernicke
A encefalopatia de Wernicke (EW) é uma doença neurológica severa causada por um
déficit de vitamina B1 (tiamina), mas que é potencialmente tratável se diagnosticada
precocemente.  A síndrome é caracterizada por ataxia, oftalmoplegia, confusão e prejuízo da memória de curto prazo.